# Bashar al-Assad
Bashar Hafiz al-Assad (Arabisch: بشار حافظ الأسد) (Damascus, 11 september 1965) was van 17 juli 2000 tot en met 8 december 2024 de president van Syrië. Hij volgde zijn vader Hafiz al-Assad op, die tot zijn overlijden op 10 juni 2000 Syrië 29 jaar had geregeerd. Hij was ook secretaris-generaal van de Ba'ath-partij. Bashar al-Assad werd in omstreden verkiezingen gekozen tot president in 2000, herkozen in 2007 (met 99,8% van de stemmen), in 2014 (88,7%) en in 2021 (95,1%).
Op 8 december 2024 stortte het Assad-regime in toen rebellen de hoofdstad Damascus innamen na een bliksemsnelle opmars door Syrië. Assad vluchtte naar Rusland en kreeg daar asiel 'op basis van humanitaire overwegingen', aldus het Kremlin.

## Politiek
Bashar al-Assad volgde vergeleken met zijn vader een iets minder extreem aandoende politiek ten opzichte van de buurstaten, waaronder Israël en Jordanië. Uit Libanon trok hij onder plaatselijke druk daadwerkelijk de Syrische bezettingstroepen terug, die sinds 1990 het Libanon van na de Libanese Burgeroorlog controleerden.
Assad stelde zich begin 2003 neutraal op tijdens de Amerikaanse inval in Irak, ondanks beschuldigingen dat hij pro-Iraaks was. Verscheidene bronnen verklaren echter dat hij honderden islamitische extremisten uit de Syrische gevangenissen vrijliet en hen bewapend over de grens naar Irak liet gaan om de VS en de geallieerde troepen te bevechten. Het idee was om chaos te zaaien en de Amerikaanse inspanningen te destabiliseren.
Bashar al-Assad wilde in januari 2004 de vredesbesprekingen met Israël, die in 2000 mislukt waren, voortzetten en werd door zijn (formele) Israëlische ambtgenoot Moshe Katsav in Jeruzalem uitgenodigd om deze vredesbesprekingen effectief voort te zetten. De Israëlische premier Ariel Sharon voelde echter weinig voor het voorstel.
Begin 2005 trok hij zijn troepen terug uit Libanon (als gevolg van de internationale druk na de moord op de Libanese oud-premier Rafik Hariri). Hiermee kwam een einde aan decennialange Syrische bezetting.
Nadat eind 2010 in Tunesië demonstraties begonnen en daarbij president Ben Ali werd verjaagd, verspreidden de demonstraties zich door de hele regio, waaronder Syrië. Volgens de oppositie werd er door de regering op vreedzame demonstranten geschoten. In reactie op de demonstraties kondigde Assad hervormingen aan: er werd een nieuwe grondwet aangenomen, waarin niet langer stond dat de Ba'ath-partij, een Arabisch nationalistische en socialistische partij, de staat en de samenleving leidt, maar dat er ook andere politieke partijen mochten worden gevormd die geen lid zijn van het Nationaal Progressief Front (NPF). Wel mochten partijen niet gebaseerd zijn op religie of etnische basis. Vervolgens werden er in 2012 parlementsverkiezingen gehouden, waarbij ook partijen die geen lid van het NPF waren zetels wonnen. De rebellen beschouwden deze verkiezingen als oneerlijk. De demonstraties ontaardden al snel in een burgeroorlog, waarbij het Syrische Arabische Leger van president Assad en pro-Assad-milities de rebellen, door de regering gezien als terroristen, met grof geweld bestreden. Volgens critici van Assad worden hierbij ook burgerdoelen in alle delen van het land, onder meer in de plaatsen Daraa en Hama, aangevallen. Syrië en zijn bondgenoten Rusland, Volksrepubliek China en Iran schreven de opstand en het geweld toe aan een jihad door intolerante islamisten en salafistische terroristen, streng-wahabitische monarchieën - zoals Qatar, Saoedi-Arabië, Frankrijk, wapenleveranties vanuit de Verenigde Staten, de NAVO, Israël en Turkije.
Assad verklaarde in november 2012 tegenover het Russische televisiestation RT dat er in Syrië geen sprake is van een burgeroorlog, maar van pogingen tot buitenlandse inmenging door regionale en internationale grootmachten, salafistisch extremisme en van terrorisme tegen de staat. Hij verklaarde nooit onder buitenlandse druk afstand te zullen doen van het presidentschap, tenzij na algemene vrije verkiezingen onder de Syrische bevolking in 2014. President Assad verklaarde tegenover een Georgisch-Russische journaliste in Syrië te willen blijven, leven en ook sterven. Tevens verklaarde hij de weg van onderhandelingen met geweldloze oppositiepartijen en geleidelijke democratische transitie te willen volgen om zo niet de weg vrij te laten voor islamistische extremisten en "imperialistische" plannen met het Midden-Oosten en de belangrijke en olierijke Arabische wereld. In 2014 werden er presidentsverkiezingen gehouden waarbij ook andere kandidaten dan Assad mochten meedoen. Assad zelf won de verkiezingen met 88,7% van de stemmen. Leiders van de Groep van Zeven spraken van een 'schertsvertoning'. De Russische autoriteiten daarentegen spraken van een legitieme overwinning. Ook Afghanistan, Algerije, Armenië, Belarus, Brunei, Cuba, Guyana, Iran, Nicaragua, Zuid-Afrika, Palestina, Noord-Korea en Venezuela feliciteerden Assad. Op 16 juli dat jaar werd Assad beëdigd voor een derde termijn.
Op 4 december 2024 braken hevige gevechten uit in de provincie Hama, toen het Syrische leger de strijd aanbond met islamitische opstandelingen in een poging hun opmars naar de belangrijke stad Hama een halt toe te roepen. Regeringstroepen beweerden een tegenoffensief te hebben gelanceerd met luchtsteun, waardoor rebellengroeperingen, waaronder Hayat Tahrir al-Sham, ongeveer tien kilometer van de stad werden teruggedrongen. Ondanks versterkingen veroverden de rebellen de stad op 5 december. De gevechten leidden tot grootschalige ontheemding, met bijna 50.000 mensen die het gebied ontvluchtten en meer dan 600 gerapporteerde slachtoffers, waaronder 104 burgers. Op 8 december 2024 ontvluchtte Assad per vliegtuig de hoofdstad Damascus. Een Russisch Iljoesjin Il-76-toestel bracht hem over Latakia naar Moskou, waar zijn gezin reeds heengetrokken was. Rusland verleende hen asiel.
Op 8 december veroverden opstandelingen de luxueuze residentie van de familie Assad. In het presidentieel paleis, in een andere wijk van de hoofdstad, werd brand gesticht. Vele kostbaarheden werden geplunderd, maar er was weinig schade aan de gebouwen zelf.

## Persoonlijk

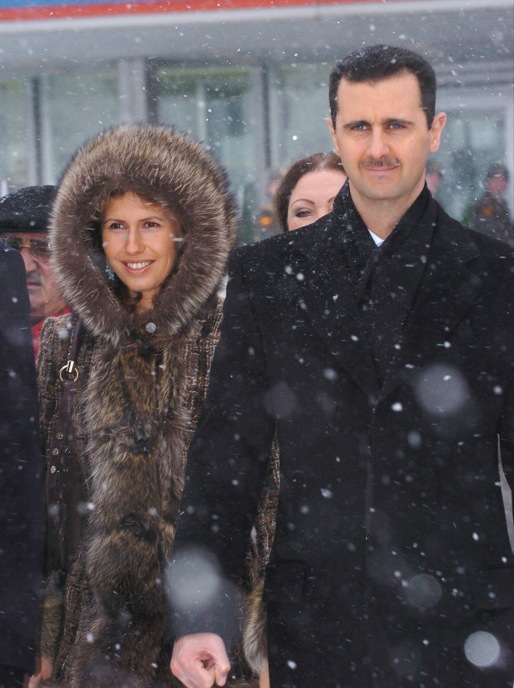
Bashar en Asma al-Assad tijdens een bezoek aan Moskou, januari 2005

Bashar al-Assad werd geboren in een alawitische familie in Damascus. Na een geneeskundige opleiding aan de Universiteit van Damascus en een carrière als arts in het leger studeerde hij oogheelkunde in Londen. Na het overlijden in januari 1994 van zijn oudere broer Bassel nam hij Bassels rol als beoogd opvolger van hun vader over. In verband met de voorbereiding daarop voltooide hij die postdoctorale studie niet. In december 2000 huwde hij met Asma Fawaz al-Akhras, investeringsbankier, soennitische moslima en dochter van een Brits-Syrische cardioloog, die werd geboren in een invloedrijke soennitische familie uit de stad Homs. Het echtpaar heeft drie kinderen, twee zonen en een dochter.